# Nigel Bruce
William Nigel Ernle Bruce (4 de febrero de 1895-8 de octubre de 1953), usualmente conocido como Nigel Bruce, fue un actor británico de reparto, que trabajó para el cine y el teatro, y que se hizo famoso como el Doctor Watson en una serie de películas y obras radiofónicas interpretadas junto a Basil Rathbone, este en el papel de Sherlock Holmes.

## Biografía
Su padre fue Sir William Waller Bruce, décimo Baronet (1856 - 1912), por su esposa Angelica Selby (m. 1917), hija del general George Selby, y nació en Ensenada, México durante unas vacaciones de sus padres. Fue educado en The Grange, Stevenage, y en la Abingdon School, Berkshire. Sirvió en Francia a partir de 1914 como Teniente en el 10th Service Battalion - Somerset Light Infantry, y en la Honourable Artillery Company, pero fue seriamente herido al siguiente año, por lo que pasó el resto de la Primera Guerra Mundial en una silla de ruedas.
Su primera actuación teatral tuvo lugar el 12 de mayo de 1920 en el Comedy Theatre como un lacayo en Why Marry?. En octubre de ese año fue a Canadá como director de escena de Henry V. Esmond y Eva Moore, así como interpretando a Montague Jordan en Eliza Comes to Stay. A partir de entonces apareció constantemente en el teatro, y ocho años después empezó a trabajar en el cine mudo. En 1934 se trasladó a Hollywood, afincándose en Beverly Hills. 
Durante su carrera cinematográfica trabajó en 78 películas, incluyendo La isla del tesoro (1934), La pimpinela escarlata, Lassie Come Home (La cadena invisible), The Corn is Green, y Bwana Devil. También apareció en las películas de Alfred Hitchcock Rebecca (1940) y Sospecha (1941).
Solía interpretar a caballeros bufonescos y despistados, y su principal papel fue el del doctor Watson en la serie de Sherlock Holmes iniciada en 1939 con su buen amigo Basil Rathbone. Los puristas holmesianos objetaban que en los libros Watson era una persona inteligente y capaz, mientras que la interpretación de Bruce lo hacía más tonto y más torpe. Para millones de seguidores, sin embargo, Bruce fue el Watson definitivo. Interpretó 14 películas y más de 200 programas de radio como el Dr. Watson. Aunque Watson aparece a menudo como el mayor de los dos personajes, Bruce era realmente tres años más joven que Rathbone. A diferencia de Rathbone, Bruce nunca se cansó de su papel, e incluso le habría gustado interpretarlo en más ocasiones.
A diferencia de algunos de sus contemporáneos, nunca renunció a su ciudadanía británica, a pesar de su larga residencia en los Estados Unidos, y conservó su afiliación a los clubes de Londres Garrick Club y Bucks Club hasta su muerte.
Bruce falleció por un infarto agudo de miocardio en Santa Mónica, California, en 1953, a los 58 años de edad. Fue incinerado, y sus cenizas guardadas en el Crematorio Chapel of the Pines en Los Ángeles.
Su última película, World for Ransom, fue estrenada póstumamente en 1954.

## Filmografía

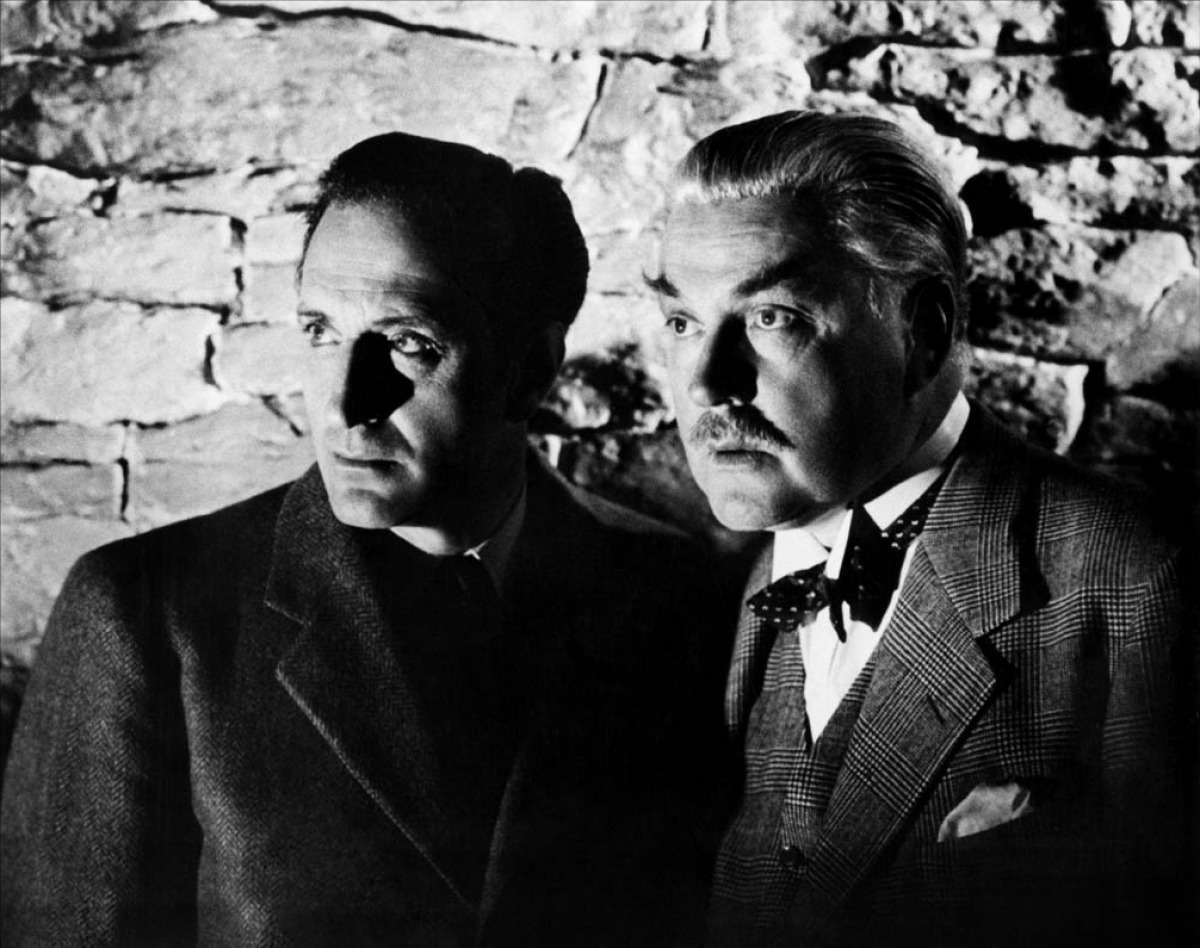
Basil Rathbone y Nigel Bruce en Sherlock Holmes and the Secret Weapon.

| Año  | Título                                                              | Personaje                      |
| ---- | ------------------------------------------------------------------- | ------------------------------ |
| 1929 | Red Aces                                                            | Kinsfeather, T.B.              |
| 1930 | The Squeaker                                                        | Collie                         |
| 1930 | Escape                                                              | Agente de policía              |
| 1930 | Birds of Prey                                                       | Manager                        |
| 1931 | The Calendar                                                        | Lord Willie Panniford          |
| 1932 | The Midshipmaid                                                     | Mayor Spink                    |
| 1932 | Lord Camber's Ladies                                                | Lord Camber                    |
| 1933 | I Was a Spy                                                         | Scottie                        |
| 1933 | Channel Crossing                                                    | Nigel Guthrie                  |
| 1934 | Coming-Out Party                                                    | Troon, el mayordomo            |
| 1934 | Stand Up and Cheer! (Seamos optimistas)                             | Eustis Dinwiddle               |
| 1934 | Murder in Trinidad                                                  | Bertram Lynch                  |
| 1934 | Treasure Island (La isla del tesoro)                                | Squire Trelawney               |
| 1934 | The Lady Is Willing                                                 | Welton                         |
| 1934 | Springtime for Henry                                                | Johnny Jewlliwell              |
| 1934 | The Scarlet Pimpernel                                               | Jorge IV del Reino Unido       |
| 1935 | Becky Sharp (La feria de la vanidad)                                | Joseph Sedley                  |
| 1935 | She                                                                 | Horace Holly                   |
| 1935 | Jalna                                                               | Maurice Vaughn                 |
| 1935 | The Man Who Broke the Bank at Monte Carlo                           | Ivan                           |
| 1936 | The Trail of the Lonesome Pine                                      | Thurber                        |
| 1936 | Under Two Flags (Bajo dos banderas)                                 | Capitán Menzies                |
| 1936 | The White Angel                                                     | Dr. West                       |
| 1936 | Follow Your Heart                                                   | Henri Forrester                |
| 1936 | La carga de la Brigada Ligera (The Charge of the Light Brigade)     | Sir Benjamin Warrenton         |
| 1936 | The Man I Marry                                                     | Robert Hartley                 |
| 1937 | Thunder in the City                                                 | Duke Of Glenavon               |
| 1937 | El último adiós a la señora Cheyney (The Last of Mrs. Cheyney)      | Lord Willie Winton             |
| 1938 | The Baroness and the Butler                                         | Mayor Andros                   |
| 1938 | Kidnapped                                                           | Neil MacDonald                 |
| 1938 | Suez                                                                | Sir Malcolm Cameron            |
| 1939 | The Hound of the Baskervilles                                       | John H. Watson                 |
| 1939 | The Adventures of Sherlock Holmes (Sherlock Holmes contra Moriarty) | Dr. John H. Watson             |
| 1939 | The Rains Came (Vinieron las lluvias)                               | Lord Albert Esketh             |
| 1940 | The Blue Bird                                                       | Mr. Luxury                     |
| 1940 | Adventure in Diamonds                                               | Cor. J.W. Lansfield            |
| 1940 | Rebeca                                                              | Mayor Giles Lacy               |
| 1940 | Lillian Russell (La reina de la canción)                            | W. S. Gilbert                  |
| 1940 | Susana y Dios                                                       | Hutchins Stubbs                |
| 1940 | A Dispatch from Reuter's                                            | Sir Randolph Persham           |
| 1941 | Hudson's Bay (El renegado)                                          | Príncipe Rupert                |
| 1941 | Play Girl                                                           | William McDonald Vincent       |
| 1941 | Free and Easy                                                       | Florian Clemington             |
| 1941 | This Woman Is Mine (El rey de los mares)                            | Duncan MacDougall              |
| 1941 | The Chocolate Soldier                                               | Bernard Fischer, Critic        |
| 1941 | Suspicion                                                           | Beaky                          |
| 1942 | Roxie Hart                                                          | E. Clay Benham                 |
| 1942 | This Above All (Sé fiel a ti mismo)                                 | Ramsbottom                     |
| 1942 | Eagle Squadron                                                      | McKinnon                       |
| 1942 | Sherlock Holmes and the Voice of Terror                             | Dr. John H. Watson             |
| 1942 | Journey for Margaret                                                | Herbert V. Allison             |
| 1943 | Sherlock Holmes and the Secret Weapon                               | Dr. John H. Watson             |
| 1943 | Forever and a Day                                                   | May. Garrow                    |
| 1943 | Sherlock Holmes in Washington                                       | Dr. John H. Watson             |
| 1943 | Sherlock Holmes Faces Death                                         | Dr. John H. Watson             |
| 1943 | Lassie Come Home (La cadena invisible)                              | Duque de Rudling               |
| 1943 | Crazy House                                                         | Dr. John H. Watson (Cameo)     |
| 1944 | The Spider Woman                                                    | Dr. John H. Watson             |
| 1944 | The Scarlet Claw                                                    | Dr. John H. Watson             |
| 1944 | The Pearl of Death (Perla Maldita)                                  | Dr. John H. Watson             |
| 1944 | Gypsy Wildcat                                                       | Sheriff                        |
| 1944 | Frenchman's Creek (El pirata y la dama)                             | Lord Godolphin                 |
| 1945 | Sherlock Holmes and the House of Fear                               | Dr. John H. Watson             |
| 1945 | The Corn Is Green                                                   | The Squire                     |
| 1945 | Son of Lassie                                                       | Duque de Radling               |
| 1945 | The Woman in Green                                                  | Dr. John H. Watson             |
| 1945 | Pursuit to Algiers                                                  | Dr. John H. Watson             |
| 1946 | Terror by Night                                                     | Dr. John H. Watson             |
| 1946 | Dressed to Kill                                                     | Dr. John H. Watson             |
| 1947 | The Two Mrs. Carrolls (Las dos señoras Carroll)                     | Dr. Tuttle                     |
| 1947 | The Exile (La conquista de un reino)                                | Sir Edward Hyde                |
| 1948 | Julia Misbehaves (Julia se porta mal)                               | Cor. Bruce "Bunny" Willowbrook |
| 1950 | Vendetta                                                            | Sir Thomas Nevil               |
| 1952 | Hong Kong                                                           | Mr. Lighton                    |
| 1952 | Candilejas                                                          | Postant, un empresario         |
| 1952 | Bwana Devil                                                         | Dr. Angus McLean               |
| 1954 | World for Ransom                                                    | Gobernador Sir Charles Coutts  |